# Jonathan Judaken
Jonathan Judaken (geboren 23. Februar 1968 in Johannesburg, Südafrika) ist ein US-amerikanischer Historiker. 

## Leben
Judakens Familie gehörte zur jüdischen, weißen Minorität im von der Apartheid geprägten Südafrika, was sein späteres Forschungsinteresse beeinflusste. Seine Familie übersiedelte mit ihm in die USA, als er noch ein Kind war. Judaken studierte Philosophie an der University of California, San Diego, erwarb einen Master und promovierte in Geschichte an der University of California, Irvine. Er hatte eine Fellowship für einen Postdoc-Aufenthalt an der Hebräischen Universität Jerusalem. 
Ab 1999 forschte und lehrte er Geschichte an der University of Memphis. 2006/2007 verbrachte er ein Forschungsjahr am United States Holocaust Memorial Museum. Seit 2011 hat er eine Professur für Geschichte am Rhodes College in Memphis, Tennessee. Er arbeitet über Fragestellungen zum Rassismus, Antijudaismus und Antisemitismus. Judaken war Präsident der North American Sartre Society.

## Schriften (Auswahl)
- Jean-Paul Sartre and the Jewish Question: Anti-antisemitism and the Politics of the French Intellectual. University of Nebraska Press, 2006
- als Hrsg.: Race After Sartre: Antiracism, Africana Existentialism, Postcolonialism. SUNY Press, 2008
- Naming Race, Naming Racisms. Mit einem Interview von Cornel West. Routledge, 2009
- mit Robert Bernasconi: Situating Existentialism: Key Texts in Context. Columbia University Press, 2012
- Blindness and Insight: The Conceptual Jew in Arendt and Adorno’s Post-Holocaust Reflections on the Antisemitic Question. In: Lars Rensmann, Samir Gandesha (Hrsg.): Arendt and Adorno: Political and Philosophical Investigations. Stanford University Press, Stanford, 2012, S. 173–195
- The presentiment and memory of the Nazi horror: Emmanuel Levinas and the Holocaust. In: Zeev Mankowitz, David Weinberg, Sharon Kangisser Cohen (Hrsg.): Europe in the Eyes of Survivors of the Holocaust. Jerusalem Yad Vashem, 2014, S. 171–206